# أنتوني اللوم
أنتوني اللوم (21 أكتوبر 1938 في المملكة المتحدة - 26 سبتمبر 2017) (بالإنجليزية: Anthony Allom)‏ هو لاعب كريكت بريطاني. لعب مع نادي مقاطعة سري للكريكت ‏.